# 아크 (2003년 영화)
《아크》(Ark)는 한국에서 제작된 곽재용 감독의 2003년 애니메이션 영화이다. 디지털 림에 의해 애니메이션화되었다. 감독과 스튜디오의 대표 프로젝트이다.
영화 파이널환타지의 실패를 해결하고자, 이 영화는 애니메이션 스타일의 비주얼을 서부 관객에 더 와닿을만한 더 빠르고 액션 지향의 줄거리에 스며들도록 시도하였다.

## 같이 보기
- 컴퓨터 애니메이션 영화 목록